# Софтуер за съвместна работа
Групуер (от англ: groupware или съвместната работа подпомогната от компютър, от англ: computer-supported collaborative work) обединява връзките между технология, процеси и хора в един организъм, така че да работят в синхрон за постигането на цели или решаването на задачи.
Съвместната работа се обуславя от това, че един процес и всички връзки в него следват определена йерархична структура, в която всеки човек има права и роля, работи с един инструмент (машина, софтуер, др.) и следва определена последователност. Резултатът е интегрирана на едно място информация (или произведен междинен продукт), до която всеки субект, в зависимост от правата си, има достъп.

## Софтуер за съвместна работа
Софтуерът за съвместна работа осигурява споделено място за управление на информация, до което всеки има достъп. В зависимост от софтуера, достъпът бива онлайн и офлайн, през десктоп клиент или уеб браузър.

## Платформа за съвместна работа
Платформа за съвместна работа е цялостно решение, което обединява ежедневните бизнес процеси, интегрира и логически свързва приложения за работа в екип, управлява и съхранява информация и знание. Обикновено елементите на палтформата за съвместна работа са електронна поща (имейл), календар, задачи, управление на документите, корпоративен чат и други.